# کانتون آلوی آلفارو
الی الفرو (به اسپانیایی: Cantón Eloy Alfaro) یک منطقهٔ مسکونی در اکوادور است که در استان اسمرالداس واقع شده‌است.